# Чёрная Маза (деревня)
Чёрная Маза — деревня в Лысковском районе Нижегородской области России. Входит в состав Валковского сельсовета.

## География
Находится на левом берегу реки Чёрная Маза, левого притока Волги, на расстоянии приблизительно 11 километров по прямой на север-северо-восток от города Лысково, административного центра района.

## История
Известна с 1850 года.

## Население
Постоянное население составляло 339 человек (русские 99%) в 2002 году, 273 в 2010.